# Øvre Pobuzjzja Nationalpark
Øvre Pobuzjzja Nationalpark (ukrainsk: Національний парк «Верхнє Побужжя») er en planlagt nationalpark i Ukraine, beliggende i Khmelnytskyi oblast, i den vestlige del af landet. Fra 2015 dækker parken et areal på 1.080 km2, og forventedes at være åben i 2021. 
Øvre Pobuzhia ligger i den øvre del af floden Sydlige bugs vandskel. Den foreslåede park indeholder en varieret flora og fauna, herunder 19 plantearter opført i Ukraines Rødliste, 37 regionalt sjældne arter og 17 dyrearter fundet på den europæiske rødliste.